# Jade Edmistone
Jade Edmistone, née le 6 février 1982 à Brisbane, est une nageuse australienne

## Palmarès

### Championnats du monde de natation

#### En grand bassin
- Championnats du monde de natation 2005 à Montréal
  -  Médaille d'or du 50 m brasse

#### En petit bassin
- Championnats du monde 2004 à Indianapolis
  -  Médaille d'argent du 50 m brasse
  -  Médaille d'argent du 100 m brasse
- Championnats du monde 2006 à Shanghai
  -  Médaille d'or du 50 m brasse
  -  Médaille d'or du relais 4 × 100 m 4 nages
  -  Médaille de bronze du 100 m brasse

### Autres
- record du monde du 50 mètres brasse en 30 s 31 lors des Jeux du Commonwealth 2006
- record du monde du 50 mètres brasse en 30 s 45 lors des Championnats du monde de natation 2005 à Montréal

- record du monde du 50 mètres brasse petit bassin en 29 s 90 à Brisbane en 2004
- record du monde du 4 × 100 mètres 4 nages en petit bassin en 3 min 51 s 84